# جون روان
جون روان (بالإنجليزية: John Rowan)‏ (16 أغسطس 1890 في المملكة المتحدة - 4 ديسمبر 1963 في المملكة المتحدة) هو لاعب كرة قدم بريطاني (وحمل سابقاً جنسية المملكة المتحدة لبريطانيا العظمى وأيرلندا) في مركز الهجوم. لعب مع دونفرملين أثلتيك ونادي دمبرتون وهاميلتون أكاديميكال.